# Barbacena

Barbacena este un oraș în unitatea federativă Minas Gerais (MG), Brazilia.